# Shahid Buttar
Shahid Ali Buttar es un activista, abogado y político estadounidense.

## Biografía

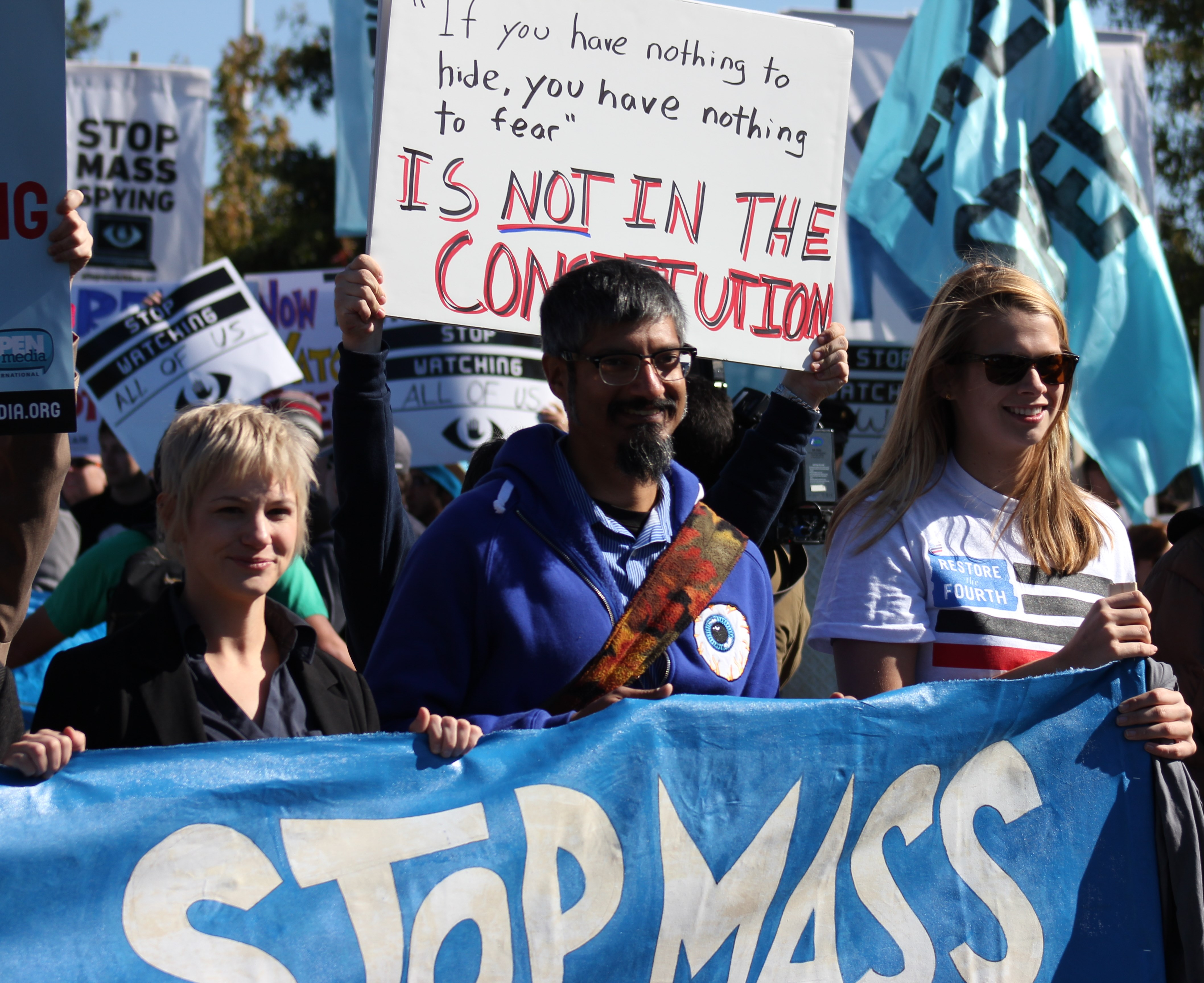
Fotografiado en Washington D. C. en 2013, durante una manifestación en contra de la vigilancia masiva.

Natural de Londres (Reino Unido), con familia de origen pakistaní, inmigró a los Estados Unidos de América, y se graduó en la Universidad Loyola de Chicago y en la Stanford Law School, donde participó como activista en protestas contra la guerra de Irak y en contra del racial profiling.
Establecido en San Francisco, se convirtió en director de la Electronic Frontier Foundation, una plataforma que promueve las libertades civiles en internet. Se presentó a las primarias del Partido Demócrata de 2018 para seleccionar el candidato para el distrito congresional número 12 de California de la Cámara de Representantes. Defensor del Medicare for All, el Green New Deal, y el fin de la vigilancia masiva, Buttar se postuló de nuevo para las primarias del Partido Demócrata de 2020 para determinar el candidato del distrito congresional número 12 de California y aspirar así a desbancar a Nancy Pelosi, presidenta de la Cámara.